# Såsom i en spegel
Såsom i en spegel (bra: Através de um Espelho; prt: Em Busca da Verdade) é um filme sueco de 1961, do gênero drama, escrito e dirigido por Ingmar Bergman e estrelado por Harriet Andersson, Gunnar Björnstrand, Max von Sydow e Lars Passgård. O filme conta a história de uma jovem esquizofrênica (Andersson) voltando das férias em uma ilha remota com seu marido (von Sydow), seu pai romancista (Björnstrand) e seu irmão mais novo que busca sempre por atenção (Passgård).
Bergman estruturou o filme em três atos, com base em suas próprias experiências e relacionamentos. O longa-metragem foi o primeiro de vários ambientados na ilha de Fårö, por recomendação do diretor de fotografia Sven Nykvist. A trilha sonora incorpora a orquestra de Johann Sebastian Bach. Os temas explorados na obra incluem a equação de Deus com amor, exploração na arte, psicose e sexualidade.
Såsom o en spegel recebeu críticas positivas, geralmente focadas na performance de Andersson, e ganhou o Oscar de Melhor Filme Estrangeiro. Também sendo o primeiro de três longa-metragens relacionados, Luz de Inverno e O Silêncio ambos lançados em 1963.

## Sinopse
Em uma ilha isolada, a jovem Karin (Harriet Andersson) retorna para casa após um período em um hospital psiquiátrico. Ela convive com seu pai, um escritor distante e frio; seu irmão adolescente, ansioso por atenção; e seu marido amoroso, mas impotente diante de sua fragilidade. Conforme os dias passam, a instabilidade mental e sexual de Karin se intensifica, ela acredita ouvir a voz de Deus por trás de um espelho. Enquanto sua doença avança, as tensões familiares vêm à tona, revelando segredos, ressentimentos e a incapacidade de se conectar verdadeiramente.

## Elenco
- Harriet Andersson – Karin
- Gunnar Björnstrand – David
- Max von Sydow – Martin
- Lars Passgård – Minus

## Produção

### Desenvolvimento

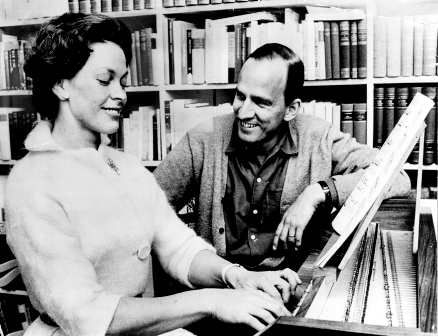
O relacionamento de Bergman com sua esposa Käbi Laretei influenciou o filme, e é dedicado a ela

A ideia para o longa-metragem surgiu após Ingmar Bergman fazer anotações em seu diário, baseando-se em suas experiências pessoais de se encontrar e se reconciliar com seus pais Karin e Erik Bergman, Ingmar escreveu o roteiro na ilha de Torö, no arquipélago de Estocolmo. Ele o imaginou como uma peça de três atos, onde eles servem como "painéis de espelho", mostrando a mesma coisa em ângulos diferentes. Isso levou a Bergman escolher uma frase de 1 Coríntios 13 sendo usada como título do filme.
Bergman afirmou que a inspiração para a personagem Karin foi uma mulher com quem ele conviveu quando era mais jovem. Ele relatou que esta moça ouvia vozes ordenando a ela fazer coisas. A cena em que David descreve sua tentativa de suicídio também é inspirada na tentativa real do diretor de tirar sua própria vida na Suíça, antes de dirigir Sommarnattens leende (1955). Bergman explicou que "enquanto eu estava preparando o filme, me interessei pelo drama humano em torno de outro ser humano que realmente estava em processo de [querer] desaparecer". Ele também se referiu ao seu roteiro como "uma tentativa desesperada de apresentar uma filosofia simples: Deus é amor, e amor é Deus". E reconheceu que o epílogo otimista foi "colocado frouxamente no final", fazendo com que ele se sentisse "pouco à vontade" quando mais tarde foi confrontado por si mesmo com essa cena. Acrescentando também que "eu estava tocando em um conceito divino que é real, mas então espalhei um verniz difuso de amor sobre ele".
Enquanto trabalhava em Såsom i en spegel, ele estava adaptando The Seagull de Anton Tchekhov no Royal Dramatic Theatre, e pegou emprestado uns elementos da obra ao fazer Minus. Bergman dedicou o longa-metragem à sua então esposa Käbi Laretei, com influência do que ele descreveu como seu "relacionamento complicado e encenado" com ela.

### Escolha de Elenco
Mantendo sua opinião de que cinema era uma "teatro filmado" nos moldes das obras de August Strindberg, Bergman se referiu ao seu elenco como um "quarteto de cordas". Bergman enviou o roteiro para Harriet Andersson, com ela inicialmente recusando, dizendo que o papel seria muito desafiador. Anderson relatou que Bergman respondeu com "Não me venha com essa merda!", Para se preparar, Andersson contatou uma enfermeira para estudar sobre esquizofrenia. Na época, Lars Passgård ainda era um ator inexperiente.

### Filmagem

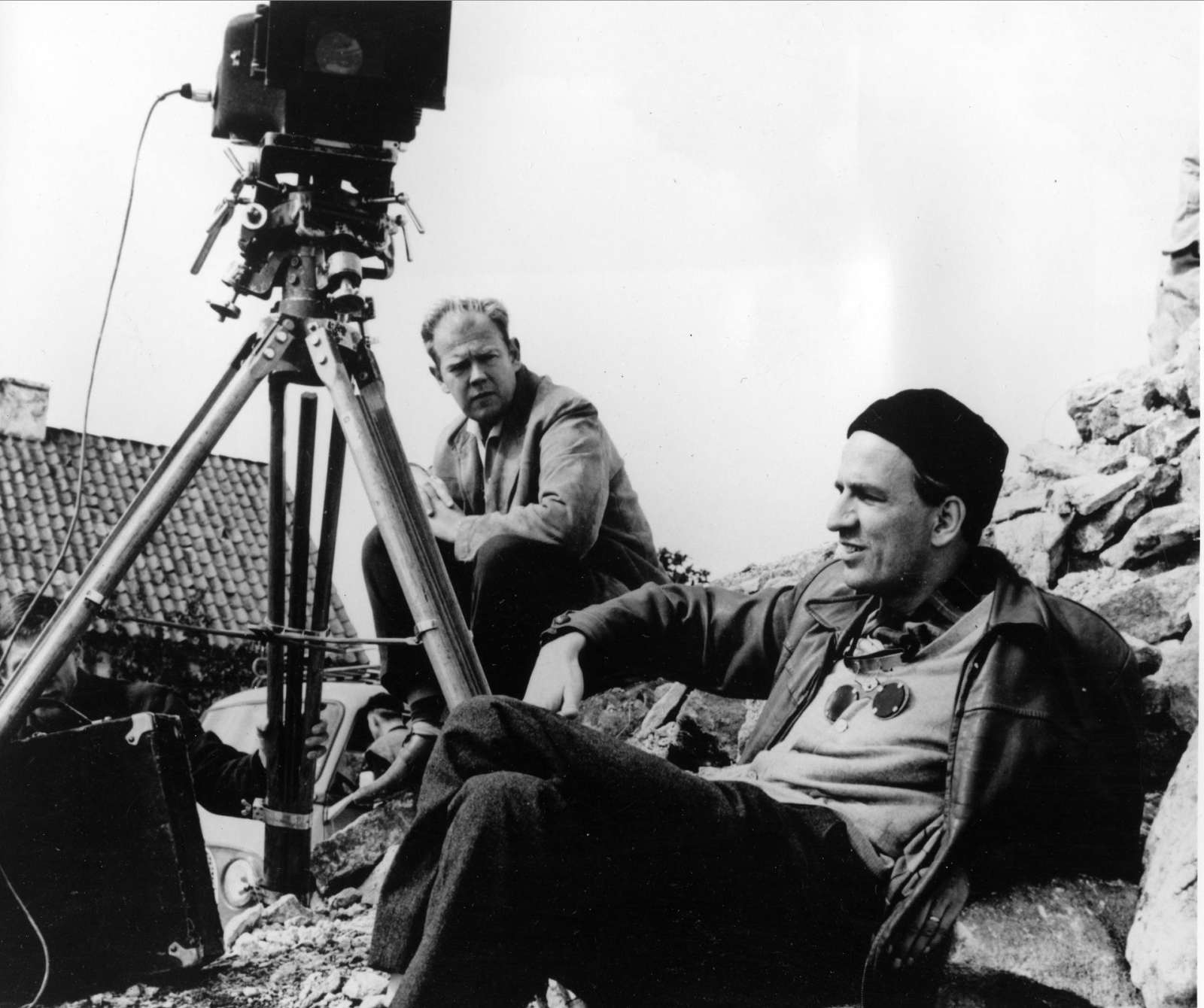
O diretor de fotografia Sven Nykvist e o diretor Ingmar Bergman filmando Såsom i en spegel

Såsom i en spegel foi filmado na ilha de Fårö, por recomendação do diretor de fotografia Sven Nykvist. Sendo o primeiro longa-metragem de Bergman ambientado ali, onde ele filmaria vários outros depois. Nykvist desenvolveu seu estilo de fotografia com o filme, empregando pouca movimentação na câmera. Ele e Bergman tiveram muitas conversas sérias nas quais repensaram como a iluminação deveria ser empregada. Nykvist e o diretor também planejaram transformar Såsom i en spegel como sua primeira colaboração em filme colorido, mas não ficaram satisfeitos com a aparência das tomadas à cores que testaram e descartaram.
O longa-metragem utiliza sons ambientes para transmitir o silêncio na vida dos personagens, com a única música vindo após a cena de incesto. Quatro interpretações de Sarabande da Suíte nº 2 em Ré menor para violoncelo, BWV 1008 de Johann Sebastian Bach são usadas no filme, com o violoncelista Erling Blöndal Bengtsson tocando todas elas.

## Lançamento
Na Suécia, o longa-metragem foi lançado pela SF Studios em 16 de outubro de 1961. O filme também foi exibido no 12º Festival Internacional de Cinema de Berlim durante junho e julho de 1962.
A Janus Films lançou a película nos Estados Unidos na cidade de Nova York em 13 de março de 1962, adiando-o até que os finalistas do Oscar de Melhor Filme Estrangeiro fossem anunciados. A distribuidora também promoveu sua campanha pro Oscar exibindo-o para os membros da Academia em Los Angeles antes da votação. Em 19 de agosto de 2003, a Criterion Collection lançou o filme em DVD na Região 1, junto com os filmes Luz de Inverno (1963) e O Silêncio (1963) e o documentário de Vilgot Sjöman: Ingmar Bergman Makes a Movie. No dia 20 de novembro de 2018, a mesma distribuidora incluiu uma versão em Blu-ray, junto com outros 38 filmes do Bergman, no conjunto Ingmar Bergman's Cinema na Região A.

## Recepção

### Resposta Crítica

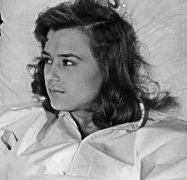
A atuação de Harriet Andersson foi bastante elogiada.

Na Suécia, o filme recebeu críticas positivas e estas tiveram ênfase em seus personagens, roteiro minimalista e a atuação de Harriet Andersson. A equipe da Variety descreveu Såsom i en spegel como "Não é um filme agradável, [mas] é ótimo". Enquanto a revista Times, elogiou-o como "uma das melhores e certamente a mais madura das criações de Ingmar Bergman". No The New York Times, Bosley Crowther chamou o filme de "firmemente construído e nitidamente realista", e Andersson "lindamente expressiva da consciência assombrosa, da agonia da loucura, que move essa garota". O crítico americano Brendan Gill foi mais neutro chamando a atuação da Andersson de "quase perfeita". Já o britânico Tom Milne escreveu que, apesar do conceito sugerir "angústia e autotortura", o filme é "quente e altamente controlado", a Andersson é brilhante. Stanley Kauffmann da New Republic, afirmou que o longa-metragem é "um estudo strindbergiano sobre tormento mental", descrevendo que suas cenas eram "emocionantes" e Andersson é "rígido, sitiado, volátil". A película ficou em 8º lugar na lista dos 10 melhores filmes do ano da Cahiers du Cinéma em 1962. No ano de 1996, Såsom i en spegel foi incluído nos "100 maiores filmes estrangeiros" da revista Movieline.
Atualmente é amplamente eleito como um dos melhores longa-metragens de 1961 e das melhores obras de Ingmar Bergman. Muitas das análises se concentraram no final, onde os personagens parecem excessivamente calmos apesar de perder Karin, e Deus é simplesmente equiparado ao amor. Em 2008, Roger Ebert adicionou o longa-metragem à sua lista de Grandes Filmes, impressionado com a fotografia de Nykvist e concluindo "estamos impressionados com a profunda preocupação de Bergman com o que os humanos veem o mundo através de um vidro, obscuramente, e são incapazes de perceber seu significado". Leonard Maltin deu ao filme três estrelas e meia, descrevendo-o como uma "história temperamental e evocativa sobre a insanidade". No Rotten Tomatoes, Såsom i en spegel tem uma classificação de 100% com base em 29 avaliações, tendo uma média ponderada de 8,8/10. Enquanto o Metacritic atribuiu ao filme uma pontuação média ponderada de 84 em 100, com base em 10 críticos, indicando "aclamação universal".

#### Prêmios e indicações
Såsom i en spegel ganhou o Oscar de Melhor Filme Estrangeiro em 1962, marcando o segundo ano consecutivo em que Bergman ganhou o prêmio, depois de Jungfrukällan (1960) no ano passado. Harriet Andersson compareceu à cerimônia para receber o Oscar em nome do diretor. O filme também estava em competição pelo Urso de Ouro no 12º Festival Internacional de Cinema de Berlim.
| Prêmio                   | Data da cerimônia      | Categoria                         | Indicação(ões)         | Resultado | Ref(s) |
| ------------------------ | ---------------------- | --------------------------------- | ---------------------- | --------- | ------ |
| Academy Awards           | 9 Abril de 1962        | Oscar de Melhor Filme Estrangeiro | Suécia                 | Venceu    | [ 39 ] |
| Academy Awards           | 8 Abril de 1963        | Oscar de Melhor roteiro original  | Ingmar Bergman         | Indicado  | [ 41 ] |
| BAFTA Awards             | 1963                   | Melhor filme                      | Through a Glass Darkly | Indicado  | [ 42 ] |
| BAFTA Awards             | 1963                   | Melhor Atriz Estrangeira          | Harriet Andersson      | Indicado  | [ 42 ] |
| National Board of Review | 21 de dezembro de 1962 | Melhores Filmes Estrangeiros      | Through a Glass Darkly | Venceu    | [ 43 ] |

## Temas
A trama de "drama familiar" tem uma abordagem analítica, com o acadêmico Frank Gado se referindo a Minus como a "consciência" dessa representação da família. O relacionamento tenso entre os membros da família é revelado na cena da refeição, onde os filhos de David ficam consternados com suas intenções de partir logo após retornar para a família, acabando com a alegria da ocasião. Minus expressa: "Gostaria de poder falar com o papai apenas uma vez". A peça de Minus também revela conflitos. Gado escreveu que a história se passa na Capela de Santa Teresa, com a padroeira tendo usado o "castelo interior" como um símbolo da alma humana. Embora pareça ser um "teoria absurda gótica", Gado argumentou que Minus estava tentando dizer a David que ele sempre ficou aquém da grandeza como escritor, e que o personagem dele utiliza a arte para explicar suas falhas no amor, da mesma forma que David se refugia na escrita para evitar estar com Karin. Gado argumentou ainda que a venda dos olhos do patriarca antes da apresentação significa que seus olhos estão se abrindo para a realidade.
O fato de David planejar usar a condição de Karin como fonte de inspiração cria um "retrato do artista como charlatão, tagarela e explorador sem coração", descreveu o ensaísta Peter Matthews. No final, quando David compartilha seus pensamentos sobre amor como se fosse Deus com Minus, Gado acredita que Minus fica mais impressionado não com a teoria, mas com o encontro "cara a cara" com seu pai e a partilha do amor, representado na linha final de Minus "Papai falou comigo".
Sobre o relacionamento de Karin com seu marido, a psiquiatra Barbara Young afirma que Karin parece "deslocada" sexualmente de Martin, mas sua sexualidade "ainda está viva em seus momentos de psicose". A psiquiatra também observa as cenas de "flerte" que ela tem com seu irmão Minus, e quando ela ouve vozes, ela "massageia suas coxas de uma forma sensual". Sua sexualidade e o conhecimento da frustração sexual é o que a leva a cometer incesto com Minus. Young acredita que foi essa consumação de incesto que finalmente levou Karin a perceber que ela "não pode viver em dois mundos".
Karin imagina Deus como um "deus-aranha". O próximo filme de Bergman, Luz de Inverno (1963), explica a metáfora quando o personagem Tomas, interpretado por Björnstrand, relaciona o deus-aranha ao sofrimento, em oposição às suas ideias anteriores de um Deus de amor que proporciona conforto a seus seguidores. A história termina com uma discussão sobre como Deus é amor, uma questão mais explorada no filme citado. Um personagem de Luz de Inverno (1963) zomba deste argumento de que Deus é como o amor, citando exatamente o término de Såsom i en spegel. O título do longa-metragem inclusive é derivado de 1 Coríntios 13, que Gado observou que também segue temas de "fé, esperança e amor".

## Após o lançamento
Såsom i en spegel por vezes é considerado o primeiro filme de uma trilogia que inclui Luz de Inverno (1963) e O Silêncio (1963), e foca em questões espirituais. Bergman descreve: "Esses três filmes lidam com redução. Såsom i en spegel – certeza conquistada. Luz de Inverno – certeza penetrada. O Silêncio – o silêncio de Deus – a impressão negativa. Portanto, eles constituem uma trilogia". Mais tarde, ele retirou sua afirmação de que os longa-metragem formassem uma trilogia.
Bergman retornaria a Fårö para filmar vários outros filmes, incluindo Persona (1966), Hour of the Wolf (1968), Skammen (1968), En passion (1969), Fårö Document (1969) e The Touch (1971). Fårö Document é um documentário, enquanto os outros utilizam a porção de terra para simbolismo e foram chamados de "filmes de ilha". O filme foi citado como uma das inspirações para o romance A Scanner Darkly (1977) de Philip K. Dick.
Em 2004, o produtor Andrew Higgie persuadiu Bergman a permitir uma versão adaptada do longa-metragem para o teatro, inicialmente destinada a ser uma produção de Andrew Upton e Cate Blanchett durante seu tempo como co-diretores artísticos na Sydney Theatre Company. Upton renunciou ao projeto e Jenny Worton, dramaturga do Almeida Theatre em Londres, onde foi apresentado em julho de 2010, estrelando Ruth Wilson no papel principal de Karin. A peça recebeu também uma tradução brasileira contendo Gabriela Duarte como protagonista.